# Лешишак Софія Ігорівна
Софія Ігорівна Лешишак — українська акторка, співачка. Співзасновниця та учасниця етногурту «YAGÓDY» (від 2016).

## Життєпис
2019 року закінчила Львівський національний університет імені Івана Франка (спеціальність — акторська майстерність; клас заслуженого діяча мистецтв України Олексія Кравчука.
Нині — акторка Львівського академічного драматичного театру імені Лесі Українки.
2023 року як вокалістка етногурту «YAGÓDY» стала фіналісткою національного відбору пісенного конкурсу «Євробачення 2024».

### Ролі в театрі
- 2023 — «Леся. Їсторія»; реж. Ленка Удовічкі
- 2022 — «Imperium delendum est»; реж. Дмитро Захоженко
- 2021 — «Пеніта ля трагедія»; реж. Анастасія Торос — сценічне читання п'єси
- 2021 — «Війна, що змінила Рондо»; реж. Андре Ерлен — Флора
- 2021 — «Top Girls»; реж. Дмитро Захоженко — Кіт, Шона
- 2020 — «Герої Хаосу»; реж. Дмитро Костюминський
- 2020 — «Галдамаш»; реж. Світлана Ілюк — Намішка
- 2020 — «Сни літньої ночі»; реж. Дмитро Захоженко — Тітанія, Акторка, Лізандр, Марена
- 2019 — «Баба Пріся»; реж. заслужений діяч мистецтв України Олексій Кравчук — Русалка-радіо-Свобода
- 2019 — «Уявні маршрути Львовом»; драматург Вікторія Миронюк — Оповідачка
- 2019 — «Мої родичі та інші покидьки»; реж. Ігор Білиць — V, учасниця ВІА
- 2019 — «Монстри руйнують висотки»; реж. Дмитро Захоженко — Соня Крост
- 2018 — «Номери» Олега Сенцова

### Ролі в кіно
- 2020 — «Екс»; реж. Сергій Лисенко — касирка Рузя

## Дискографія

### Сингли
- 2023 — Провесна[9]

## Нагороди
- ІІ місце Всеукраїнського конкурсу читців імені Лесі Українки (2017)[10][11].